# Dorsal del Meridiano Noventa Este
La Dorsal del Meridiano Noventa Este es una dorsal asísmica ubicada en el océano Índico. Se llama así porque discurre de forma casi paralela a lo largo del meridiano 90 este. Tiene unos 5000 kilómetros de largo y una anchura media de 200 km.

## Ubicación geográfica
Corre desde el sudeste de la bahía de Bengala hasta el sudeste de la dorsal del Índico Sudeste. Se extiende entre las latitudes 33°S y 17°N. La dorsal divide al océano Índico sus componentes occidental y oriental. Al noreste se inicia en la cuenca Wharton y cesa en el extremo occidental de la zona de fractura Diamantina, donde pasa al este hasta casi llegar a Australia.

## Orogénesis
La dorsal se compone principalmente de basalto toleítico, un tipo de roca ígnea que permite establecer su antigüedad. La datación del mismo determinó que las rocas más antiguas se encuentran en el norte y tienen aproximadamente 81,8 ± 2,6 millones de años, mientras que en el extremos sur datan de hace 43,2 ± 0,5 millones de años.
El hecho de que la antigüedad de las rocas sea progresiva ha llevado a los geólogos a teorizar que su origen está relacionado con una pluma mantélica que ha permanecido estacionaria mientras la placa Indoaustraliana se desplazaba hacia el norte, entre finales del Mesozoico y principios del Cenozoico. Esta hipótesis se apoya en un análisis detallado de la química de la meseta Kerguelen y los traps de Rajmahal; que, en conjunto, se estima que representan los flujos de basalto que surgieron en el inicio de la actividad volcánica en el punto caliente Kerguelen; para luego dividirse en dos, conforme el subcontinente indio se desplazaba hacia el norte. Sin embargo, la existencia de los puntos calientes del manto profundo es un tema de debate en la comunidad geológica, existiendo geoquímicos que favorecen una hipótesis alternativa que postula un origen mucho más superficial para este tipo de vulcanismo.

## Estudios geológicos
La dorsal ha sido objeto de estudio en varias ocasiones, entre las que se cuenta el Deep Sea Drilling Project («Programa de perforación en aguas profundas»). En 2007, el buque R/V Roger Revelle recogió datos batimétricos, magnéticos y sísmicos, junto con muestras de dragado de nueve sitios a lo largo de la dorsal, como parte del Integrated Ocean Drilling Program («Programa integral de perforación oceánica»), con el fin de examinar la hipótesis de la pluma mantélica.

## Historia reciente
Existe el consenso de que la India y Australia están en una sola placa tectónica desde al menos los últimos 32 millones de años. Sin embargo, teniendo en cuenta el alto nivel de grandes terremotos en la zona y la evidencia de deformación en el océano Índico central, se estima que la placa Indoaustraliana se estaría dividiendo y la dorsal del Meridiano Noventa Este sería la frontera.